# Гафіатуллін Сулейман Халілович
Сулейман Халілович Гафіатуллін (нар. 1905, місто Чистополь Казанської губернії, тепер Татарстан, Російська Федерація — 1 травня 1983) — радянський діяч, голова Ради народних комісарів Татарської АРСР, голова виконавчих комітетів Східно-Казахстанської і Західно-Казахстанської обласних рад. Депутат Верховної Ради СРСР 1-го скликання (1941—1946).

## Біографія
У 1922 році закінчив педагогічний технікум в місті Єкатеринбурзі.
З 1922 по 1938 рік працював у Чистопольській міській пожежній команді, був пожежним інструктором Арського кантону, старшим інспектором Управління пожежної охорони міста Казані, начальником пожежної охорони Казанського заводу № 124 Татарської АРСР.
Член ВКП(б) з 1930 року.
У 1938—1939 роках — секретар Ленінського районного комітету ВКП(б) міста Казані.
У 1939—1940 роках — секретар Татарського обласного комітету ВКП(б) з кадрів.
У 1940—1943 роках — голова Ради народних комісарів Татарської АРСР. Під час війни виконував обов'язки голови Ради оборони Татарської АРСР.
У 1943—1945 роках — слухач Вищої школи партійних організаторів при ЦК ВКП(б).
У 1945—1946 роках — народний комісар (міністр) зернових і тваринницьких радгоспів Казахської РСР.
У вересні 1946 — січні 1948 року — голова виконавчого комітету Східно-Казахстанської обласної Ради депутатів трудящих.
У січні 1948 — 1952 року — голова виконавчого комітету Західно-Казахстанської обласної Ради депутатів трудящих.
У 1952—1953 роках — начальник Головного управління у справах сільського і колгоспного будівництва при РМ Казахської РСР.
У 1953—1954 роках — начальник Головного управління матеріально-технічного постачання Міністерства радгоспів Казахської РСР.
У 1954—1958 роках — директор радгоспу імені М. Маметової Акмолінського району Акмолінської області Казахської РСР.
З 1958 по 1959 рік перебував на пенсії.
У 1959—1961 роках — заступник начальника Головного управління по будівництву радгоспів і машинно-тракторних станцій Міністерства радгоспів Казахської РСР.
З 1961 року — на пенсії.

## Нагороди
- орден Леніна
- два ордени Трудового Червоного Прапора
- медалі